# 張建宗
張建宗，大紫荊勳賢，GBS，JP（1950年11月20日—），香港特別行政區前政務司司長，2021年12月3日起，張建宗亦現為香港大學社會科學學院客席教授至今，目前也是香港教育大學社會科學與政策研究學系榮譽教授以及嶺南大學客座教授。他曾擔任勞工及福利局局長十年，是香港回歸以來處理勞工權益事務最久的前香港政府官員。張建宗曾連續於香港政府任職49年，為香港歷史上在政府工作年期最長的人員，超越曾蔭權任職45年的記錄。

## 早年經歷
張建宗祖籍廣東惠州，曾就讀天主教普愛學校，畢業於天主教新民書院（1967年中五）以及高主教書院（1969年中七），後於1972年在香港大學歷史系畢業，於同年7月加入香港政府新聞主任職系，其後於1979年9月轉職政務職系，並在1982年曾任東區政務主任。
張建宗於1997年1月晉升為首長級乙一級政務官，並在2000年1月升首長級甲級政務官，於2004年9月晉升為首長級甲一級政務官。在政府服務期間，他曾先後於多個香港政府部門服務，包括財政科、民政署、政務總署、總督府、工業署、貿易署、財政司辦公室、司法機構及中央政策組。他其後曾出任的主要職位包括：
- 1991年至1993年9月：財政司政務助理
- 1993年9月至1995年4月：司法機構副政務長
- 1995年5月至1996年3月：中央政策組副首席顧問
- 1996年3月至1999年1月：副教育統籌司（後稱教育統籌局副局長）
- 1999年1月至2000年6月：勞工處處長
- 2000年6月至2002年6月：教育署署長
- 2002年7月至2007年3月：經濟發展及勞工局常任秘書長（勞工）

2007年3月，張建宗達至退休年齡，工會中人希望他留任，工聯會立法會議員陳婉嫻更在答問大會上質詢時任香港行政長官曾蔭權，希望留任張建宗，惟不得要領。

## 健康
2019年8月1日，《蘋果日報》獨家報道張建宗需要到瑪麗醫院接受治療。政務司司長辦公室回覆「政務司司長張建宗在例行身體檢查時，經瑪麗醫院醫生診斷，發現鼻腔內有一微小囊腫，認為情況輕微，但建議盡早接受一個短期療程，免除後患。有關情況並不影響司長執行職務，他一直如常上班。」。

## 勞工及福利局局長時期

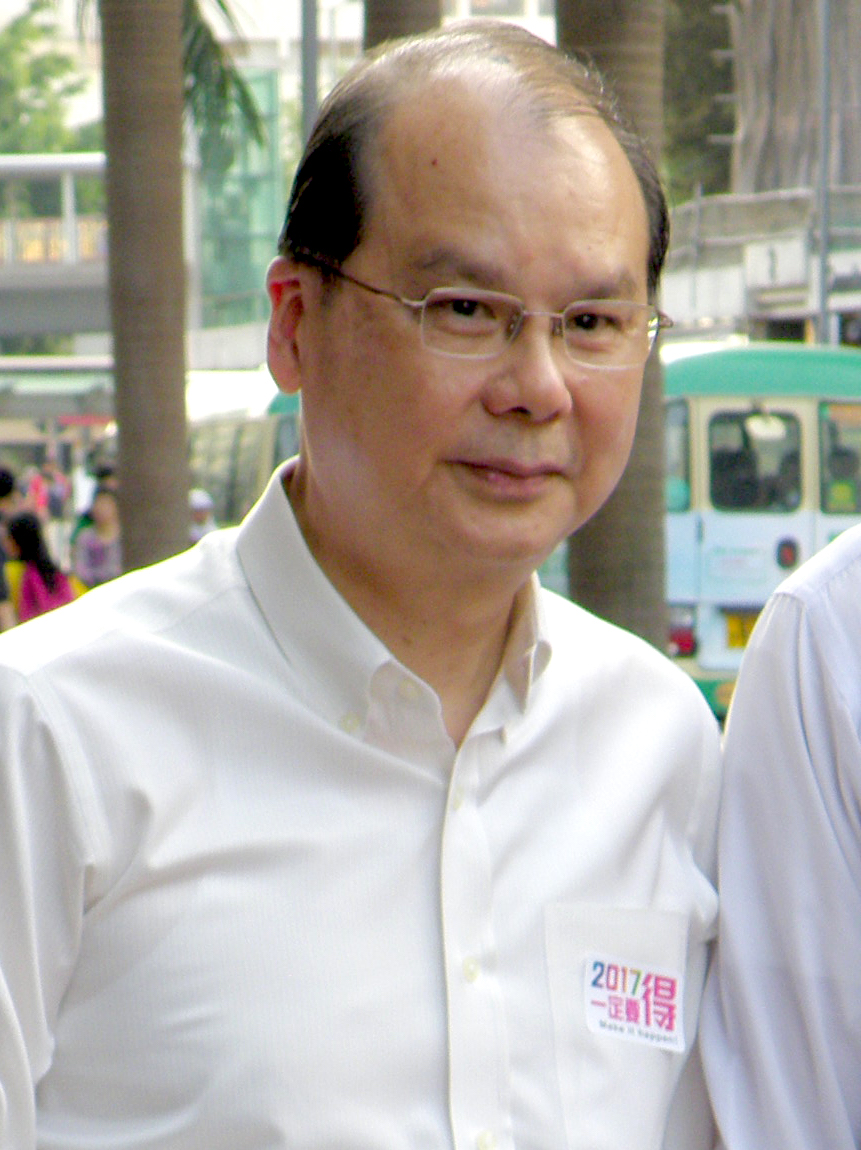
張建宗曾任勞工及福利局局長

2007年6月，張建宗獲時任行政長官曾蔭權提名為勞工及福利局局長。
2012年6月，張建宗獲得新任行政長官梁振英邀請留任。
任內，他處理過2007年香港紮鐵工人大罷工、僱員再培訓徵款（外傭稅）及2013年葵青貨櫃碼頭工潮等事件。他執行長者生活津貼的長者退休保障政策備受爭議。

## 政務司司長時期
2017年1月16日，因應林鄭月娥辭任政務司司長參加2017年行政長官選舉，張建宗得到時任行政長官梁振英提名，並獲國務院任命為政務司司長。張建宗自上任後一直保持每週寫網誌的習慣，至今已撰寫超過230篇網誌。同月，他宣佈取消「衰仔紙」。
2019年7月26日，張建宗在記者會上就警察在2019年7月元朗襲擊事件的處理手法「與市民期望有落差」，向公眾致歉。香港警察隊員佐級協會事後發表聲明，認為張建宗的道歉言論不負責任，對張建宗給予最嚴厲的譴責。其後張建宗與多個警察協會會面，以平息警察們的不滿。
2019年8月1日，《蘋果日報》獨家報道張建宗需要到瑪麗醫院接受治療。政務司司長辦公室回覆「政務司司長張建宗在例行身體檢查時，經瑪麗醫院醫生診斷，發現鼻腔內有一微小囊腫，認為情況輕微，但建議盡早接受一個短期療程，免除後患。有關情況並不影響司長執行職務，他一直如常上班。」。
2020年2月7日，因應COVID-19疫情，張建宗表示為了減低疫症風險，決議包括區議會在內的政府所有的諮詢和法定組織不會開會；但此決定未咨詢過有掌握何時開會實權的區議會主席。民協在翌日召開記者會，指出此決定有違《區議會條例》85條，當中指出若需要取消開會，必須經過行政長官正式咨詢；並斥責張建宗此舉有越權之嫌，並在面書上撰文聲明。
2020年5月9日，政務司司長張建宗在接受深圳衛視採訪時說，政府多年來一直通過公民教育、學校教育和公務員培訓來推廣《基本法》。他相信推廣的最佳方法是「微妙的」，他還說，香港公務員學院希望在4至5年內完成《基本法》培訓，那麼香港將會有一個良好的基礎，像國家行政學院一樣，將通過不同的渠道以多種方式進行推廣《基本法》。
2021年6月25日，國務院按行政長官林鄭月娥提名，任命李家超出任政務司司長，鄧炳強接任保安局局長，蕭澤頤出任警務處處長，及免去張建宗政務司司長的職務。張建宗表示，能夠在不同崗位為香港市民和國家服務，覺得是很難得機會，亦給予莫大滿足感和榮幸，未來如果有機會，樂意通過不同渠道繼續服務社會和國家。
擔任政務司司長期間，他曾兼任扶貧委員會主席、人力資源規劃委員會主席、青年發展委員會主席、兒童事務委員會主席、基本法推廣督導委員會主席、撲滅罪行委員會主席和維護國家安全委員會成員。

## 被免職
張建宗於2021年6月25日被免職後辭去政務司司長職務，結束長達49年的政府生涯。而國務院任命李家超為政務司司長，鄧炳強為保安局局長、蕭澤頤為警務處處長。

## 部分言論及觀點
2019年10月17日，張建宗回應元朗襲擊事件指大家要向前走，希望不要再糾纏7·21事件，盡早回復平靜。
同年12月29日，張建宗在網誌表示「法治、人權、自由、司法獨立、包容、開放及多元是香港核心價值。或許香港沒有西方民主的全面外貌，但事實上香港長久以來一直不折不扣地享有真正及實質的自由」。他又在電台節目《給香港的信》中指出香港經濟、社會和民生在反修例事件中受重創，但認為香港有傳統制度、一國兩制及基本經濟實力優勢。
2020年7月末，政府勒令全港食肆禁止堂食7日，被記者問到禁堂食後，戶外工作者如何用膳時，他以「如果你有寫字樓嘅，寫字樓食吖，而家好多同事都係買飯盒返寫字樓食飯；你話郊野公園得唔得呢？嗰啲我哋無限制佢。」同時呼籲市民避免造成環境污染。民主黨胡志偉響應呼籲，到飛鵝山用膳。他批評張建宗的建議離地。而市民都認為政府沒有考慮戶外工作人士的感受，造成市民巨大不便，部分基層勞工更要冒雨在街頭無尊嚴地進食，令人質疑措施不可行之餘更可能對公共衛生造成反效果，禁令最終於兩日後撤回。輿論抨擊政策脫離現實，盲目參考外國做法，漠視香港與外國在人均公共空間、人均擁車率、停工率等實際情況上之差異，而造成無處用膳之亂象。
2020年9月6日，張建宗發表網誌呼籲市民及外傭參與全民檢測計劃，又回應有區議會動議永久擱置普及計劃和「港版健康碼」，張批評有關動議是「以政治凌駕市民的健康，為反對而反對」，強調「肆意詆毀或抹黑政府的抗疫工作肯定不會得逞」。

## 個人生活
張建宗在政府團隊內有「樓王」之稱，於離任政府前申報持有9個香港物業，大部份為豪宅的單位。
此外，他指因升任政府高職後，在工作需要及了解民意之下，會每天閱讀14份報紙。在2019年受訪時，他自稱每天閱讀報章的數量已增加至超過20份。
從政府退休後，他12月出任香港大學社會科學學院客席教授，在公共政策課程中擔任客席講者，張建宗一直至今。

### 工作態度
由於張建宗熱愛工作，亦鮮有休假，因此其極度喜愛上班的習慣多次成為話題。2007年，張建宗脫離公務員隊伍出任問責局長時，有280天尚未享用的假期，該等假期換來的補薪足以購買一間丁屋。其後，張建宗在任勞工及福利局局長及政務司司長的14年間，亦從未放過任何病假和大假。他對此表示「所以大家知道我是全心全意工作，亦都是完全很精神，你看見我今早相當精神，精神飽滿」。
對工作態度的發言
- 「對於工作真係好熱愛，每朝上班打呔我就興奮。」
- （被問及下班時間）「我唔睇鐘㗎！」（我不看鐘的！）
- 「如果放假都係不斷睇住新聞、關心社會，不如索性返工」（假如休假都是不斷看著新聞、關心社會，倒不如去上班）
- 「若有任何講座用得著我的，我一定出席，隨傳隨到」
- 「努力不一定成功，不努力一定不成功，要努力努力再努力！」
- 「政府總部三分之一的清潔工和保安員都超過65歲，他們可以用兩元優惠搭車返工」

## 榮譽
- 金紫荊星章（2007年）
- 大紫荊勳章（2017年）
- 非官守太平紳士 （2021年9月10日）[33]

## 外部連結
- 政府公布主要官員名單（页面存档备份，存于），香港政府新聞公報，2007年6月23日
- 香港首公布官员房产数 张建宗8套居首 梁振英6套第2 中国经济网 2014-05-16

| 官衔                                     | 官衔                                                                              | 官衔                                                     |
| ---------------------------------------- | --------------------------------------------------------------------------------- | -------------------------------------------------------- |
| 前任： 林鄭月娥                          | 政務司司長 2017年1月16日－2021年6月25日                                           | 繼任： 李家超                                            |
| 前任者： 葉澍堃 （經濟發展及勞工局局長） | 勞工及福利局局長 2007年7月1日－2017年1月16日                                      | 繼任： 蕭偉強                                            |
| 前任： 周一嶽 （衞生福利及食物局局長）   | 勞工及福利局局長 2007年7月1日－2017年1月16日                                      | 繼任： 蕭偉強                                            |
| 政府职务                                 |                                                                                   |                                                          |
| 前任： 首任                              | 經濟發展及勞工局常任秘書長（勞工） 2002年7月1日－2007年3月31日                    | 繼任： 鄧國威                                            |
| 前任： 陳甘美華                          | 勞工處處長 （經濟發展及勞工局常任秘書長（勞工）兼任） 2003年7月1日－2007年3月31日 | 繼任： 鄧國威 （經濟發展及勞工局常任秘書長（勞工）兼任） |
| 前任： 羅范椒芬                          | 教育署署長 2000年6月19日－2002年6月30日                                           | 繼任： 李慶煇                                            |
| 前任： 韋玉儀                            | 勞工處處長 1999年1月2日－2000年6月18日                                            | 繼任： 陳甘美華                                          |